# まるごと秋奈ROOM
『まるごと秋奈ROOM』（まるごとあきなるーむ）は、2024年9月11日より、ニコニコチャンネルプラスで配信されている映像付きのインターネットラジオ番組 。

## 番組概要
声優・秋奈がトークをしたり、家具やアクセサリーの制作、DIYなどを視聴者と一緒に楽しむ番組。番組内で本人が製作したものは視聴にプレゼントされる。メッセージを紹介する際のラジオネームは「ルームメイト」となっている。

## 配信時間
- 毎月1回生配信（不定期）[5]

## パーソナリティ
- 秋奈

## 主なコーナー
普通のお便り
秋奈への質問などを募集している。
まるごとDIYチャレンジ
秋奈によるDIY・モノづくり。
お悩み相談
リスナーのお悩み相談に答えるコーナー。

## エピソード
- 第1回配信　BIRTHDAYイベント開催決定
- 第8回配信　初のゲスト回『矢野妃菜喜』[7]
- 第9回配信　番組テーマソング制作決定[8]

## イベント
- 秋奈バースデーイベント～トーク＆ミニコンサート～（2024年11月9日、バトゥール東京）[9]

## 番組内容
前半パート：無料配信
後半パート：有料配信
| 放送回数（放送日）      | 内容 | ゲスト     | 備考           |
| 2024年                  | 2024年 | 2024年     | 2024年         |
| ----------------------- | --- | ---------- | -------------- |
| 第1回(9月11日20時00分)  | ふつおた・お悩み相談・まるごとDIYチャレンジ「手作りアクセサリー（イヤリング）」 ・他                                                                    |            |                |
| 第2回(10月9日20時00分)  | ふつおた・お悩み相談・まるごとDIYチャレンジ「パンチニードル」 ・テーマメール「ギリギリだったエピソード」・他                                            |            |                |
| 第3回(11月27日20時00分) | ふつおた・お悩み相談・まるごとDIYチャレンジ「カスタムペン作り」・他                                                                                     |            |                |
| 第4回(12月29日19時30分) | ふつおた・お悩み相談・クッキング回「パンケーキ作り」 ・テーマメール「2024年 個人的ビッグニュース！」・他                                                |            | 初クッキング回 |
| 2025年                  | |            |                |
| 第5回(1月28日20時00分)  | ふつおた・お悩み相談・まるごとDIYチャレンジ「本マグロ解体パズル」 ・テーマメール「あなたが思う理想の大人」・他                                          |            |                |
| 第6回(2月27日20時00分)  | ふつおた・お悩み相談・ゲーム回『超土下座』（publisher：SunStudio） ・テーマメール「めっっっちゃ謝り事！！」・他                                         |            | 初ゲーム回     |
| 第7回(3月23日20時00分)  | ふつおた・お悩み相談・まるごとDIYチャレンジ「メロンフロート（食品サンプル）」 ・テーマメール「ルームメイトの春を教えて！」・他                          |            |                |
| 第8回(4月24日20時00分)  | ふつおた・お悩み相談・まるごとDIYチャレンジ「ホイップヘアピン」 ・テーマメール「矢野さん・秋奈さんの２人が盛り上がりそうなトピック！」・他              | 矢野妃菜喜 | 初ゲスト回     |
| 第9回(5月24日20時00分)  | ふつおた・お悩み相談・まるごとDIYチャレンジ「ホイップデコライト」 ・テーマメール「ルームメイト5月病対策！ 」・他                                        |            |                |
| 第10回(6月28日20時00分) | ふつおた・お悩み相談相談・新コーナー『秋奈ROOMアンケート50/50チャレンジ』 ・まるごとDIYチャレンジ「うちわ作り(表)」・テーマメール「●●どこいった？」・他 |            |                |
| 第11回(7月13日20時00分) | ふつおた・お悩み相談相談・新コーナー『創作漢字DIYチャレンジ』 ・まるごとDIYチャレンジ「風鈴づくり」・テーマメール「夏あるある選手権」・他               |            |                |